# ريغي باترسون
ريغي باترسون (بالإنجليزية: Reggie Patterson)‏ هو لاعب كرة قاعدة أمريكي، ولد في 7 نوفمبر 1958 في برمنغهام في الولايات المتحدة.

## وصلات خارجية
- ريغي باترسون على موقع دوري كرة القاعدة الرئيسي (الإنجليزية)
- ريغي باترسون على موقعبيزبول رفرنس.كوم (الدوري الرئيسي) (الإنجليزية)
- ريغي باترسون على موقعبيزبول رفرنس.كوم (الدوري الثانوي) (الإنجليزية)